# Philibert François Rouxel de Blanchelande
Philibert François Rouxel de Blanchelande o Philippe François Rouxel de Blanchelande (Dijon, 21 de febrero de 1735-París, 15 de abril de 1793) fue un general francés y vizconde de Blanchelande. Fue gobernador de Tobago en 1781 y general de Saint-Domingue a finales de 1790, sucediendo al gobernador de Peinier.
Nació el 21 de febrero de 1735 en Dijon, hijo del teniente coronel Claude Rouxel de Blanchelande y de Catherine Braconnier. Tuvo un hijo, Jean-Louis Rouxel de Blanchelande (1773-1794), que fue ayudante de campo de su padre. Durante su mandato se inicia la Revolución haitiana. Enviado a Francia en septiembre de 1792 por orden de Léger-Félicité Sonthonax, siendo sustituido por Jean-Jacques d'Esparbes. Fue ejecutado por guillotina el 15 de abril de 1793 en París, Francia, a los 58 años de edad, siendo una víctima de la Revolución francesa.